# 夏日 (政治人物)
夏日（1940年3月—），男，蒙古族，内蒙古准格尔旗人，中华人民共和国政治人物，曾任内蒙古自治区政协副主席。